# Saint-Caprais, Allier
Saint-Caprais là một xã ở tỉnh Allier thuộc miền trung nước Pháp.